# Dancing Barefoot
Dancing Barefoot – szósty singel Patti Smith nagrany w 1979 w Bearsville Studios (Nowy Jork).

## Lista utworów
1. „Dancing Barefoot” (Smith, Ivan Kral) – 4:18
2. „5-4-3-2-1/Wave” (Live) (Paul Jones, Mike Hugg, Manfred Mann) – 2:43

## Skład
- Patti Smith – wokal
- Lenny Kaye – gitara
- Jay Dee Daugherty – perkusja
- Ivan Kral – gitara basowa
- Richard Sohl – instrumenty klawiszowe